# Уэд-Иссер
Уэд-Иссер (араб. وادي يسر‎)— река в Алжире, впадает в Средиземное море. Площадь водосборного бассейна — 3615 км². Длина реки — 230 километров.
Начинается в провинции Медеа при слиянии рек Уэд-Малах и Уэд-эль-Малах. Течёт в общем северо-восточном направлении. Основные притоки — Уэд-Джемаа, Уэд-бу-Хамул, Джемма, Уэд-Шендер. На реке стоят города Лахдария, Лез-Иссер, Бордж-Менайель.

## Характеристика водосбора
Бассейн реки расположен на высотах до 1810 метров (средняя высота — 750 м). Основная горная порода — глины и мергели. Почти 80 % земли заняты сельскохозяйственными посадками, преобладают зерновые культуры.

## Гидрография
Наибольшее питание река получает осенью и зимой.
В 1987 году на участке Иссер на уровне поселка Бени-Амран было построено водохранилище. Водохранилище, образованное плотиной Бени-Амран (плотина), имеет ёмкость 11,85 млн м³ и входит в систему из трех водохранилищ (Кеддара-Бужугжа, ёмкостью 142,39 млн м³ и Хамиз), вода из которых покрывает нехватку питьевой воды в Алжире и очищается на общей очистной станции.

## Название
В римское время река носила название Сербетес (по другим данным, этот гидроним относился к реке Уэд-Себау).